# Lord Killanin
Lord Killanin, MBE známý také jako Michael Morris, třetí baron Killanin (30. července 1914 Londýn – 25. dubna 1999 Dublin) byl irský novinář a sportovní funkcionář, šestý předseda MOV.

## Životopis
Lord Michael Killanin se narodil v Londýně ve starostavovské rodině. Vzdělání získal v Etonu, na Sorbonně v Paříži a Cambridge. Koncem 30. let 20. století začal pracovat jako novinář, ale kariéru přerušil kvůli druhé světové válce, během které sloužil jako dobrovolník u britské armády.
V roce 1950 se stal předsedou Irského olympijského výboru a od roku 1952 byl zástupce Irska v MOV. Prvním místopředsedou výboru se stal v roce 1968 a po mnichovských olympijských hrách v roce 1972 se stal předsedou MOV. Jeho předchůdcem byl Avery Brundage.
Během jeho funkčního období procházelo olympijské hnutí těžkým obdobím, muselo se vypořádat s finančními ztrátami z Letních olympijských her 1976 a bojkotem moskevské olympiády v roce 1980 ze strany většiny západních zemí. V tomto období byla dokonce města Lake Placid a Los Angeles „vybraná“ pro další Olympiády, místo toho, aby proběhl výběr z více kandidátů, jako to je obvykle běžné.
Lord Killanin rezignoval na funkci předsedy MOV na 83. zasedání MOV během moskevské olympiády v roce 1980 (XXIII. LOH) a nahradil ho Juan Antonio Samaranch.
Zemřel v Dublinu ve věku 84 let v roce 1999.